# 季新杰
季新杰（1997年10月27日—）生于山东省烟台市，是一名中国男子游泳运动员，主攻中长距离自由泳，就读于山东大学体育学院。他在小学一年级时，被体校教练选中，开始接触游泳，三年级时，他师从当地的著名教练肖梅，开始接受正式的训练，2010年，他成功被山东省省队选中，并移居至济南。
2021年7月，他随中国游泳队参加2020东京奥运会。